# Ion Gheorghe Maurer
Pour les articles homonymes, voir Maurer.
Ion Gheorghe Maurer, né le 23 septembre 1902 à Bucarest et mort le 8 février 2000 dans la même ville, est un avocat et homme d'État communiste roumain.

## Biographie
Il défend comme avocat des membres du Parti communiste roumain et des anti-fascistes accusés de sédition par la dictature carliste. Pendant la Seconde Guerre mondiale, il est mis en prison par la dictature fasciste pour ses activités politiques.
Il devient après la guerre membre du Comité central du Parti communiste roumain et prend plusieurs fauteuils ministériels dans le nouveau gouvernement communiste roumain. Il soutient la ligne politique de Gheorghe Gheorghiu-Dej et devient ministre des Affaires étrangères de 1957 à 1959. Il accède à la tête de l'État comme président du Présidium de la Grande Assemblée nationale (chef de l'État) de 1958 à 1961, puis président du Conseil des ministres (Premier ministre) de 1961 à 1974. Il se retire en 1974 de la vie publique alors que s'affirme le pouvoir de Nicolae et Elena Ceaușescu, dont il conteste la politique.
Il était membre de l'Académie roumaine. Son épouse est décédée en 1999.